# Llista de topònims de Pesillà de la Ribera
Llista de topònims (noms propis de lloc) de Pesillà de la Ribera (Rosselló).
Informació actualitzada per un bot. Els canvis manuals es perdran quan s'actualitzi!

## església
| imatge | Nom                                  | Ubicat a             | instància de          | Detalls                                                                                   | coordenades                                                                    | Protecció | Commons (més fotos)                              | Dades a WD                    |
| ------ | ------------------------------------ | -------------------- | --------------------- | ----------------------------------------------------------------------------------------- | ------------------------------------------------------------------------------ | --------- | ------------------------------------------------ | ----------------------------- |
|        | Sant Feliu de Pesillà de la Ribera   | Pesillà de la Ribera | església              |                                                                                           | 42° 41′ 39″ N, 2° 46′ 11″ E / 42.694138888889°N,2.7696111111111°E 66.2 msnm    |           | Église des Saintes-Hosties de Pézilla-la-Rivière | Modifica les dades a Wikidata |
|        | Sant Sadurní de Pesillà de la Ribera | Pesillà de la Ribera | església Ús: església | Estil: arquitectura romànica Anomenat per: Sadurní de Tolosa Dedicat a: Sadurní de Tolosa | 42° 41′ 39″ N, 2° 46′ 28″ E / 42.6943°N,2.77432°E Catalunya del Nord 68.6 msnm |           | Église Saint-Saturnin de Pézilla-la-Rivière      | Modifica les dades a Wikidata |

## obra escultòrica
| imatge | Nom                                                    | Ubicat a             | instància de     | Detalls | coordenades | Protecció | Commons (més fotos) | Dades a WD                    |
| ------ | ------------------------------------------------------ | -------------------- | ---------------- | ------- | ----------- | --------- | ------------------- | ----------------------------- |
|        | buste-reliquaire de saint Blaise à Pézilla-la-Rivière  | Pesillà de la Ribera | obra escultòrica |         |             |           |                     | Modifica les dades a Wikidata |
|        | buste-reliquaire de saint Félix à Pézilla-la-Rivière   | Pesillà de la Ribera | obra escultòrica |         |             |           |                     | Modifica les dades a Wikidata |
|        | buste-reliquaire de saint Jacques à Pézilla-la-Rivière | Pesillà de la Ribera | obra escultòrica |         |             |           |                     | Modifica les dades a Wikidata |

## Misc
| imatge | Nom                                       | Ubicat a                                             | instància de                          | Detalls                                                   | coordenades | Protecció                     | Commons (més fotos)                   | Dades a WD                    |
| ------ | ----------------------------------------- | ---------------------------------------------------- | ------------------------------------- | --------------------------------------------------------- | --- | ----------------------------- | ------------------------------------- | ----------------------------- |
|        | Manadell                                  | Calce Pesillà de la Ribera Vilanova de la Ribera Bao | curs d'aigua                          | Desemboca: Tet Llarg: 6.3km                               | 42° 43′ 19″ N, 2° 46′ 12″ E / 42.721944444444446°N,2.77°E 42° 41′ 20″ N, 2° 48′ 54″ E / 42.68888888888889°N,2.815°E |                               |                                       | Modifica les dades a Wikidata |
|        | Tet                                       | Pirineus Orientals                                   | riu                                   | Desemboca: mar Mediterrània Llarg: 115.8km Conca: 1369km² | 42° 42′ 48″ N, 3° 02′ 23″ E / 42.713333333333°N,3.0397222222222°E                                                   |                               | Têt                                   | Modifica les dades a Wikidata |
|        | Vila fortificada de Pesillà de la Ribera  | Pesillà de la Ribera                                 | edifici                               |                                                           | 42° 38′ 00″ N, 2° 45′ 18″ E / 42.633308°N,2.755064°E                                                                |                               |                                       | Modifica les dades a Wikidata |
|        | casa de la vila de Pesillà de la Ribera   | Pesillà de la Ribera                                 | instal·lació Ús: seu del govern local |                                                           | 42° 41′ 46″ N, 2° 46′ 07″ E / 42.6962384023895°N,2.76859517020068°E fr:31 B AV DU CANIGOU, 66370 PEZILLA-LA-RIVIERE |                               | Town hall of Pézilla-la-Rivière       | Modifica les dades a Wikidata |
|        | cementiri de Pesillà de la Ribera         | Pesillà de la Ribera                                 | cementiri                             |                                                           | 42° 41′ 41″ N, 2° 46′ 34″ E / 42.6946°N,2.776°E                                                                     |                               |                                       | Modifica les dades a Wikidata |
|        | porta fortificada de Pesillà de la Ribera | Pesillà de la Ribera                                 | porta de ciutat                       |                                                           | 42° 41′ 41″ N, 2° 46′ 12″ E / 42.6947°N,2.7699°E fr:avenue de la République                                         | monument històric inventariat | Porte fortifiée de Pézilla-la-Rivière | Modifica les dades a Wikidata |